# جوارم
جوارم، روستایی است از توابع بخش زیراب شهرستان سوادکوه در استان مازندران ایران.
جوارم در ۶ کیلومتری شمال شرقی شهر زیراب و در ۱۱ کیلومتری جنوب شهر شیرگاه قرار دارد. منطقه نمونه گردشگری جوارم در این روستا قرار دارد و آنرا تبدیل به یک منطقه گردشگری مهم در سطح استان کرده‌است.

## جمعیت
این روستا در دهستان سرخ‌کلا قرار دارد و براساس سرشماری مرکز آمار ایران در سال ۱۳۸۵، جمعیت آن ۴۲ نفر (۹خانوار) بوده‌است.